# Swiss Gamers Award

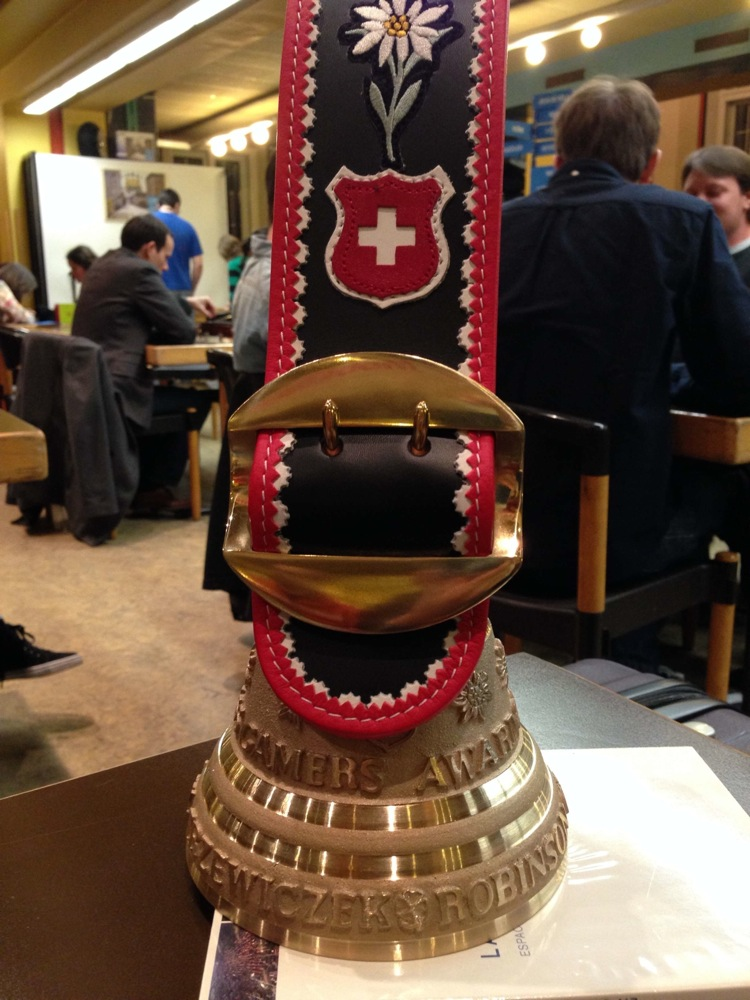
Der Preis, der für den Swiss Gamers Award vergeben wird, ist eine Glocke der Gießerei Blondeau in La Chaux de Fonds (CH).

Der Swiss Gamers Award wird vom Verein LUDESCO an das Gesellschaftsspiel verliehen, das auf Grund einer Umfrage unter Schweizer Spielern in der Schweiz etablierten Spielklubs als „bestes Spiel des Jahres“ gewählt wurde. Der Preis wurde erstmals 2010 vergeben. Zuvor gab es den Schweizer Spielepreis, der zwischen 2002 und 2007 vergeben wurde.
Seit 2018 werden neben den Awards auch die Swiss Gamers Award Kids für die besten Kinderspiele vergeben. Seit 2020 wurden in beiden Kategorien nur noch die besten drei Spiele ausgezeichnet, zugleich wurden keine Punktzahlen mehr vergeben. 2023 wurde dieser Preis umbenannt in Swiss Gamers Award Family, um auch einfache Familienspiele aufzunehmen.

## Verfahren
Die Teilnehmer-Clubs stellen eine Liste mit den 5 bevorzugten Spielen ihrer Spieler auf. Jedes Spiel auf dieser Liste bekommt Punkte gemäss folgender Rangfolge:
1. Spiel = 8 Punkte
2. Spiel = 5 Punkte
3. Spiel  = 3 Punkte
4. Spiel = 2 Punkte
5. Spiel = 1 Punkt

## Preisträger

### Swiss Gamers Award
| 2010 • 2011 • 2012 • 2013 • 2014 • 2015 • 2016 • 2017 • 2018 • 2019 • 2020 • 2021 • 2022 • 2023 • 2024 |

| Jahr | Platz | Spiel                                 | Autor                                         | Verlag                                                                            | Punkte       |
| ---- | ----- | ------------------------------------- | --------------------------------------------- | --------------------------------------------------------------------------------- | ------------ |
| 2010 | 1     | 7 Wonders                             | Antoine Bauza                                 | Repos Production                                                                  | 30 Punkte    |
| 2010 | 2     | Dominion – Die Intrige                | Donald X. Vaccarino                           | Filosofia                                                                         | 26 Punkte    |
| 2010 | 3     | Cyclades                              | Ludovic Maublanc, Bruno Cathala               | Matagot                                                                           | 24 Punkte    |
| 2010 | 4     | Small World                           | Philipe Keyaerts                              | Days of Wonder                                                                    | 24 Punkte    |
| 2010 | 5     | Fresco                                | Marco Ruskowski, Marcel Süsselbeck            | Queen Games                                                                       | 16 Punkte    |
| 2011 | 1     | Ruhm für Rom                          | Carl Chudyk                                   | Lookout Games                                                                     | 36 Punkte    |
| 2011 | 2     | Die Burgen von Burgund                | Stefan Feld                                   | alea                                                                              | 24 Punkte    |
| 2011 | 3     | Helvetia                              | Matthias Cramer                               | Franckh-Kosmos                                                                    | 18 Punkte    |
| 2011 | 4     | Airlines Europe                       | Alan R. Moon                                  | Abacusspiele                                                                      | je 13 Punkte |
| 2011 | 4     | Sultans de Karaya                     | Alex Weldon                                   | MJ Games                                                                          | je 13 Punkte |
| 2012 | 1     | Tzolk'in: Der Maya-Kalender           | Daniele Tascini, Simone Luciani               | Czech Games Edition, Heidelberger                                                 | 34 Punkte    |
| 2012 | 2     | Myrmes                                | Yoann Levet                                   | Ystari                                                                            | 25 Punkte    |
| 2012 | 3     | Pix                                   | Laurent Escoffier, David Franck               | GameWorks                                                                         | 21 Punkte    |
| 2012 | 4     | Village                               | Inka und Markus Brand                         | Eggertspiele, Pegasus                                                             | 19 Punkte    |
| 2012 | 5     | Archipelago                           | Christophe Boellinger                         | Ludically                                                                         | 18 Punkte    |
| 2013 | 1     | Robinson Crusoe                       | Ignacy Trzewiczek                             | Portal Games, Pegasus Spiele, Filosofia Edition, uplay.it edizioni                | 29 Punkte    |
| 2013 | 2     | Kemet                                 | Guillaume Montiage, Jacques Bariot            | Matagot, Pegasus Spiele, Asterion Press                                           | 28 Punkte    |
| 2013 | 3     | Russian Railroads                     | Helmut Ohley, Leonhard Orgler                 | Z-Man Games, Hans im Glück, Filosofia                                             | 18 Punkte    |
| 2013 | 4     | Bora Bora                             | Stefan Feld                                   | Alea (Brettspiele), uplay.it edizioni                                             | 18 Punkte    |
| 2013 | 5     | Love Letter                           | Seiji Kanai                                   | Alderac Entertainment Group, Pegasus Spiele, Filosofia Edition, uplay.it edizioni | 16 Punkte    |
| 2014 | 1     | Istanbul                              | Rüdiger Dorn                                  | Matagot, Pegasus Spiele, Asterion Press                                           | 33 Punkte    |
| 2014 | 2     | Five Tribes                           | Bruno Cathala                                 | Days of Wonder                                                                    | 32 Punkte    |
| 2014 | 3     | Splendor                              | Marc André                                    | Space Cowboys, Asterion Press                                                     | 29 Punkte    |
| 2014 | 4     | Aquasphere                            | Stefan Feld                                   | Matagot, Pegasus Spiele, Hall Games, Asterion Press                               | 23 Punkte    |
| 2014 | 5     | Concordia                             | Mac Gerdts                                    | Ystari Games, PD Verlag                                                           | 16 Punkte    |
| 2015 | 1     | 7 Wonders: Duel                       | Antoine Bauza, Bruno Cathala                  | Repos Production                                                                  | 38 Punkte    |
| 2015 | 2     | Mombasa                               | Alexander Pfister                             | Gigamic, Eggertspiele, Pegasus Spiele                                             | 34 Punkte    |
| 2015 | 3     | Auf den Spuren von Marco Polo         | Daniele Tascini, Simone Luciani               | Filosofia, Hans im Glück, Z-Man Games, Giochi Uniti                               | 33 Punkte    |
| 2015 | 4     | Mysterium                             | Oleksandr Nevskiy, Oleg Sidorenko             | Libellud                                                                          | 29 Punkte    |
| 2015 | 5     | Isle of Skye: Vom Häuptling zum König | Andreas Pelikan, Alexander Pfister            | Lookout Games, Mayfair Games                                                      | 21 Punkte    |
| 2016 | 1     | Scythe                                | Jamey Stegmaier                               | Matagot, Stonemaier Games, Ghenos Games                                           | 42 Punkte    |
| 2016 | 2     | Codenames                             | Vlaada Chvátil                                | Iello, Heidelberger, Czech Games Edition, Cranio Creations                        | 38 Punkte    |
| 2016 | 3     | Great Western Trail                   | Alexander Pfister                             | Gigamic, Eggertspiele, Pegasus Spiele, uplay.it edizioni                          | 27 Punkte    |
| 2016 | 4     | First Class                           | Helmut Ohley                                  | Hans im Glück, Z-Man Games                                                        | 18 Punkte    |
| 2016 | 5     | Terraforming Mars                     | Jacob Fryxelius                               | Fryxgames, Schwerkraft, Stronghold Games                                          | 16 Punkte    |
| 2017 | 1     | The 7th Continent                     | Ludovic Roudy, Bruno Sautter                  | Serious Poulp                                                                     | 34 Punkte    |
| 2017 | 2     | Clans of Caledonia                    | Juma Al-JouJou                                | PixieGames, Karma Games                                                           | 22 Punkte    |
| 2017 | 3     | Unlock!                               | Alice Carrol, Thomas Cauët                    | Space Cowboys, Asmodee, Asterion Press                                            | 19 Punkte    |
| 2017 | 4     | Räuber der Nordsee                    | Shem Phillips                                 | PixieGames, Schwerkraft-Verlag, Garphill                                          | 13 Punkte    |
| 2017 | 5     | Dice Forge                            | Régis Bonnessée                               | Libellud                                                                          | 11 Punkte    |
| 2018 | 1     | Underwater Cities                     | Vladimír Suchy                                | Delicious Games                                                                   | 17 Punkte    |
| 2018 | 2     | Decrypto                              | Thomas Dagenais-Lespérance                    | Scorpion masqué                                                                   | 15 Punkte    |
| 2018 | 3     | Architectes des Royaumes de l'ouest   | Shem Phillips                                 | Graphill Games                                                                    | 15 Punkte    |
| 2018 | 4     | Teotihuacan: La Cité des Dieux        | Daniele Tascini, Dávid Turczi                 | PixieGames                                                                        | 14 Punkte    |
| 2018 | 5     | Chronicles of Crime                   | David Cicurel                                 | Lucky Duck Games                                                                  | 13 Punkte    |
| 2019 | 1     | Wingspan                              | Elizabeth Hargrave                            | Matagot                                                                           | 25 Punkte    |
| 2019 | 2     | Maracaibo                             | Alexander Pfister                             | Capstone Games, dlp games                                                         | 21 Punkte    |
| 2019 | 3     | Everdell                              | James A. Wilson                               | Starling Games                                                                    | 19 Punkte    |
| 2019 | 4     | Just One                              | Ludovic Roudy, Bruno Sautter                  | Repos production                                                                  | 16 Punkte    |
| 2019 | 5     | It's a Wonderful World                | Frédéric Guérard                              | La Boite de Jeu, Origames                                                         | 11 Punkte    |
| 2020 | 1     | Nidavellir                            | Serge Laget                                   | GRRRE Games                                                                       |              |
| 2020 | 2     | Bonfire                               | Stefan Feld                                   | Hall Games, Pegasus Spiele, Matagot                                               |              |
| 2020 | 3     | MicroMacro: Crime City                | Johannes Sich                                 | Edition Spielwiese                                                                |              |
| 2021 | 1     | Die verlorenen Ruinen von Arnak       | Michaela „Mín“ Štachová, Michal „Elwen“ Štach | Iello                                                                             |              |
| 2021 | 2     | 7 Wonders: Architects                 | Antoine Bauza                                 | Repos production                                                                  |              |
| 2021 | 3     | Die Abenteuer des Robin Hood          | Michael Menzel                                | Iello                                                                             |              |
| 2022 | 1     | Ark Nova                              | Mathias Wigge                                 | Super Meeple                                                                      |              |
| 2022 | 2     | Cascadia                              | Randy Flynn                                   | Lucky Duck Games                                                                  |              |
| 2022 | 3     | Living Forest                         | Aske Christiansen                             | Ludonate                                                                          |              |
| 2023 | 1     | Faraway                               | Johannes Goupy, Corentin Lebrat               | Catch Up Games                                                                    |              |
| 2023 | 2     | Sky Team                              | Luc Rémond                                    | Kosmos                                                                            |              |
| 2023 | 3     | Mischwald                             | Kosch                                         | Lookout Games                                                                     |              |
| 2024 | 1     | Harmonies                             | Johan Benvenuto                               | Libellut                                                                          |              |
| 2024 | 2     | Castle Combo                          | Grégory Grard, Mathieu Roussel                | Catch Up Games, Kosmos                                                            |              |
| 2024 | 3     | Bomb Busters                          | Hisashi Hayashi                               | Pegasus Spiele                                                                    |              |

### Swiss Gamers Award Kids / Family
| 2018 • 2019 • 2020 • 2021 • 2022 • 2023 • 2024 |

| Jahr | Platz | Spiel                                     | Autor                                              | Verlag                 | Punkte     |
| ---- | ----- | ----------------------------------------- | -------------------------------------------------- | ---------------------- | ---------- |
| 2018 | 1     | Azul                                      | Michael Kiesling                                   | Plan B Games           | 104 Punkte |
| 2018 | 2     | Concept Kids Animaux (Concept Kids Tiere) | Alain Rivollet, Gaëtan Beaujannot                  | Repos production       | 32 Punkte  |
| 2018 | 3     | Karuba Junior                             | Rüdiger Dorn, Tim Rogasch                          | Haba                   | 26 Punkte  |
| 2018 | 4     | SOS Dino                                  | Ludovic Maublanc, Théo Rivière                     | Liko                   | 20 Punkte  |
| 2018 | 5     | Micropolis                                | Bruno Cathala, Charles Chevallier                  | Matagot                | 19 Punkte  |
| 2019 | 1     | La vallée des vikings                     | Marie und Wilfried Fort                            | Haba                   | 53 Punkte  |
| 2019 | 2     | Just One                                  | Ludovic Roudy, Bruno Sautter                       | Repos production       | 44 Punkte  |
| 2019 | 3     | Solenia                                   | Sébastien Dujardin                                 | Pearl Games            | 32 Punkte  |
| 2019 | 4     | L'Île au Trésor (Treasure Island)         | Marc Paquien                                       | Surfin’ Meeple         | 24 Punkte  |
| 2019 | 5     | Le monstre des couleurs                   | Josep Maria Allué, Anna Llenas und Dani Gómez      | Purple Brain Creations | 21 Punkte  |
| 2020 | 1     | Detective Charlie                         | Théo Rivière                                       | LOKI                   |            |
| 2020 | 2     | Dragomino                                 | Bruno Cathala, Wilfried Fort, Marie Fort           | Blue Orange            |            |
| 2020 | 3     | Kraken Attack!                            | Antoine Bauza, Esteban Bauza                       | LOKI                   |            |
| 2021 | 1     | Unlock! kids                              | Cyril Demaegd, Wilfried Fort, Marie Fort           | Space Cow              |            |
| 2021 | 2     | Mot malin (Cross Clues)                   | Grégory Grard                                      | Blue Orange            |            |
| 2021 | 3     | My Gold Mine                              | Hans Joachim Höh, Michael Loth, Christof Schilling | Kosmos                 |            |
| 2021 | 3     | Raffi Raffzahn                            | Gunter Baars                                       | Kosmos                 |            |
| 2021 | 3     | Tucano                                    | Théo Rivière                                       | Helvetiq               |            |
| 2022 | 1     | Zauberberg                                | Jens-Peter Schliemann, Bernhard Weber              | Gigamic                |            |
| 2022 | 2     | Mit Quacks & Co. nach Quedlinburg         | Wolfgang Warsch                                    | Schmidt Spiele         |            |
| 2022 | 3     | Loco Momo                                 | Lenny Liu, Leon Liu                                | BLAM!                  |            |
| 2023 | 1     | Nekojima                                  | David Carmona, Karen Nguyen                        | Unfriendly Games       |            |
| 2023 | 2     | Mantis                                    | Ken Gruhl, Jeremy Posner                           | Exploding Kittens      |            |
| 2023 | 3     | Gigamon                                   | Karim Aouidad, Johann Roussel                      | Mirakulus              |            |
| 2023 | 3     | My Lil’ Everdell                          | James A. Wilson, Clarissa A. Wilson                | Pegasus Spiele         |            |
| 2023 | 3     | Trio                                      | Kaya Miyano                                        | Cocktail Games         |            |
| 2024 | 1     | Captain Flip                              | Remo Conzadori, Paolo Mori                         | PlayPunk               |            |
| 2024 | 2     | Odin                                      | Yohan Goh, Hope S. Hwang, Gary Kim                 | Helvetiq               |            |
| 2024 | 3     | Castle Combo                              | Grégory Grard, Mathieu Roussel                     | Catch Up Games, Kosmos |            |